# 高文棋
高文棋（1972年1月—），男，中华人民共和国外交官，现任中华人民共和国驻卢旺达共和国特命全权大使。

## 生平
高文棋曾任驻希腊大使馆政务参赞。2018年，任外交部新闻司参赞。2023年，挂职湖南省长沙市副市长。2025年6月，出任中华人民共和国驻卢旺达大使。